# Kougpéla
Ne doit pas être confondu avec Koulpèlga ou Koupéla.
Kougpéla est une localité située dans le département de Kombissiri de la province du Bazèga dans la région Centre-Sud au Burkina Faso.

## Santé et éducation
Les centres de soins les plus proches de Kougpéla sont le centre médical et le centre de santé et de promotion sociale (CSPS) de Kombissiri.
Le village possède une école primaire sous paillote.